# 船橋市立飯山満中学校
船橋市立飯山満中学校（ふなばししりつ はさまちゅうがっこう）は、千葉県船橋市飯山満町にある公立中学校。

## 沿革
- 1983年（昭和58年） - 宅地化により付近の中学校の生徒数が増加したため、市立二宮中学より分離し船橋市立飯山満中学校として開校

## 主な著名人
- 河西邦剛（弁護士）